# Omonadus decellei
Omonadus decellei es una especie de coleóptero de la familia Anthicidae.

## Distribución geográfica
Habita en  Tanzania.